# Wigstaartarend
De wigstaartarend (Aquila audax) is een roofvogel uit de familie van havikachtigen (Accipitridae). Deze arendsoort komt voor in Australië, waar het de grootste roofvogel is.

## Beschrijving

### Uiterlijk
De wigstaartarend is een zeer grote roofvogel met een spanwijdte van 180 tot 250 cm en een lichaamslengte van 85 tot 110 cm. Het gewicht bedraagt 3,2 tot 5 kg. Net als bij andere arendsoorten zijn de vrouwelijke dieren groter dan de mannelijke wigstaartarenden. De volwassen wigstaartarend heeft een bruinzwart verenkleed. Jonge vogels hebben een goudbruine kop, vleugels en rug en pas op zes- tot tienjarige leeftijd krijgen ze het volwassen verenkleed. De poten zijn tot aan de tenen gevederd. Aan de wigvormige staart dankt de soort zijn naam.

### Leefwijze
De wigstaartarend is voornamelijk een aaseter, maar ook levende prooi wordt regelmatig gevangen. Reptielen, vogels, hazen en konijnen zijn de voornaamste prooidieren en grotere dieren als kangoeroes of schapen worden slechts zelden gevangen. Deze arend speurt vanuit de lucht naar voedsel, meestal op een hoogte van 2000 meter en gebruikmakend van de thermiek. Wanneer een prooi wordt gezien, wordt deze na een glijvlucht op de grond, of soms in de lucht in het geval van vogels, gevangen. De wigstaartarend bouwt grote nesten van takken in hoge bomen.

## Verspreiding en leefgebied
De wigstaartarend is een bewoner van de scrublands, boomsavannes en heuvelachtige gebieden in vrijwel geheel Australië (inclusief Tasmanië) en de savanne en graslanden van de Trans Fly (Nieuw-Guinea). In Australië komt de soort in alle deelstaten voor en is redelijk algemeen en neemt zelfs toe. In Nieuw-Guinea leeft de wigstaartarend alleen in het zuiden en is daar minder algemeen.
De soort telt twee ondersoorten:
- A. a. audax: Australië en zuidelijk Nieuw-Guinea.
- A. a. fleayi: Tasmanië.

## Status
De wigstaartarend heeft een enorm groot verspreidingsgebied en daardoor alleen al is de kans op uitsterven uiterst gering. De grootte van de populatie is niet gekwantificeerd. Er is geen aanleiding te veronderstellen dat de soort in aantal achteruit gaat. Om deze redenen staat deze arend als niet bedreigd op de Rode Lijst van de IUCN.